# Zbigniew Braniecki

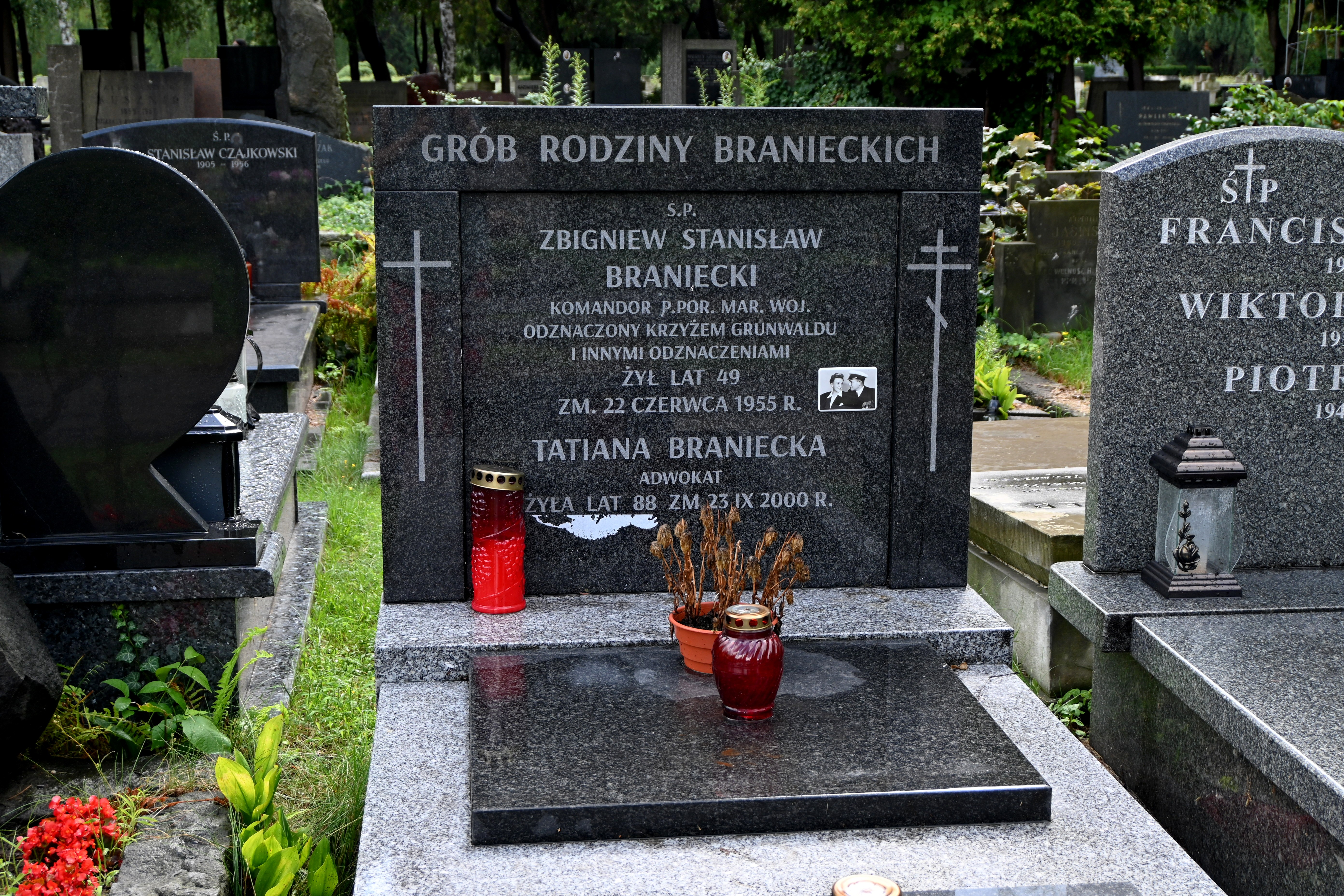
Grób Zbigniewa Branieckiego na Cmentarzu Wojskowym na Powązkach w Warszawie

Zbigniew Braniecki (ur. 27 marca 1906 w Śniatynie, zm. 22 czerwca 1955 w Poznaniu) – żołnierz Korpusu Ochrony Pogranicza i Marynarki Wojennej.

## Wczesne lata
Syn Maksymiliana i Cecylii (z domu Igielskiej), urodził się w Śniatynie 27 marca 1906 r. Do przybycia na Hel w 1939 r. używał nazwiska Zbigniew Braunstein – w późniejszym okresie Zbigniew Braniecki. W latach 1912–1914 uczył się w szkole powszechnej w Czortkowie, a w 1924 roku zdał maturę, po ukończeniu Gimnazjum Matematyczno-Przyrodniczego.
Po szkole podjął studia na wydziale matematyczno-przyrodniczym Uniwersytetu im. Jana Kazimierza we Lwowie, zakończone absolutorium w 1928 r. Już wtedy znał w mowie i piśmie pięć języków obcych: francuski, ukraiński, niemiecki, rosyjski i łacinę.

## Służba wojskowa
Zaraz po studiach wstąpił do Szkoły Podchorążych Rezerwy Piechoty nr V w Cieszynie, następnie w Ostrowi Mazowieckiej. Już jako podchorąży, od 1 października do 15 listopada 1931 r. odbył kurs broni ciężkiej w Centralnej Szkole Strzelniczej w Toruniu. 15 sierpnia 1931 r. mianowany podporucznikiem piechoty, został skierowany do 9 Pułku Piechoty Legionów w Zamościu, gdzie został dowódcą plutonu ciężkich karabinów maszynowych szkoły podoficerskiej. Po awansie 1 stycznia 1934 r. na porucznika skierowano go do Centrum Wyszkolenia Sanitarnego w Warszawie, gdzie po jednodniowym kursie psychotechnicznym wrócił do pułku w Zamościu na stanowisko dowódcy plutonu zwiadu, którą to funkcję pełnił do 11 czerwca 1935 r.
W 1935 r. Zbigniew Braunstein został oddelegowany na dwumiesięczną podróż służbową po Austrii i Niemczech - oficjalnie dla doskonalenia znajomości języka niemieckiego, lecz przypuszczalnie, jako oficer zwiadu, dla bliskiego zapoznania się z szybko militaryzującą się III Rzeszą. 18 listopada 1935 r. został skierowany rozkazem Ministra Spraw Wojskowych L. 2288 do Baoniu KOP „Sienkiewicze” ulokowanego na poleskich bagnach przy granicy z ZSRR, gdzie objął funkcję dowódcy plutonu ciężkich karabinów maszynowych. 11 listopada 1937 r. został odznaczony Brązowym Krzyżem Zasługi. W grudniu 1937 r. ukończył w Osowcu kurs dowódców kompanii przeciwpancernych.
W 1938 r. został skierowany do Centrum Wyszkolenia Piechoty w Rembertowie na kurs – dowódców kompanii i adiutantów, który ukończył z wyróżnieniem. Po powrocie do Baonu KOP został w lipcu 1938 r. dowódcą kompanii karabinów maszynowych. W 1939 r. został odznaczony Srebrnym Krzyżem Zasługi, mimo iż po nadaniu Brązowego Krzyża powinny zgodnie z ustawą z dnia 23 czerwca 1923 r. upłynąć co najmniej 3 lata. Uzasadnienie wniosku odznaczeniowego brzmiało:
„W strzelaninach kontrolnych przeprowadzonych przez mnie w roku bieżącym, komp. dowodzona przez por. Braunsteina Zbigniewa Stanisława spełniła w 100% :warunki strzelania z ckm.  Gorliwa praca  por. Braunsteina nad wyszkoleniem strzeleckim kompanii zasługuje na wyróżnienie”.
Wniosek podpisał gen. broni :Kazimierz Sosnkowski - Inspektor Armii.
Szybkie nadanie odznaczenia i dość ogólnikowe uzasadnienie mogą wskazywać, że wniosek gen. Sosnkowskiego dotyczył innych zasług – przypuszczalnie niejawnych osiągnięć wywiadu na pograniczu z ZSRR.

### Obrona Helu
W maju 1939 r. Zbigniew Braunstein-Braniecki  wraz z wybranymi jednostkami KOP został detaszowany do obrony półwyspu Helskiego, gdzie utworzono IV Batalion KOP „Hel” (IV/7 pp). Kpt. Zbigniew Braniecki (używający od przyjazdu na Hel wyłącznie nazwiska Braniecki) został adiutantem dowódcy (później szefem sztabu) tego batalionu – mjr. Jana Wiśniewskiego.
Brał aktywny udział w obronie Helu. O jego znaczeniu dla batalionu KOP może świadczyć informacja zawarta w opinii podpisanej przez kontradmirała Włodzimierza Steyera, że w czasie obrony Helu d-ca batalionu zwrócił się z prośbą, by w razie jego zabicia lub zranienie dowodzenie batalionem objął nie następny w starszeństwie, a właśnie Braniecki. (opinia w Archiwum MOW)
2 października 1939 r. o godz. 14.00 nastąpiła kapitulacja Helu. Oficerów baonu „Hel” przewieziono do Gdyni, a stamtąd do obozów jenieckich.

### Okres niemieckiej okupacji
Kpt. Zbigniew Braniecki był więziony kolejno w:
- Oflag X B Nienburg (październik 1939 r. - grudzień 1939 r.)
- Oflag XVIII C Spittal am Drau (grudzień 1939 r. - styczeń 1940 r.)
- Oflag XVIII A Lienz (styczeń 1940 r. - marzec 1940 r.)
- Oflag II C Woldenberg w Dobiegniewie (1940 r. - 30 stycznia 1945 r.).

### Słuzba wojskowa w PRL
Po wyzwoleniu z Oflagu kpt. Braniecki zgłosił się w lutym 1945 r. do Samodzielnego Zapasowego Batalionu Marynarki Wojennej. 8 kwietnia 1945 r. zawarł związek małżeński ze znaną mu jeszcze z lat trzydziestych Tatianą Gołubowską.
W lipcu 1945 r. otrzymał stanowisko Zcy Dcy Oddziału Detaszowanego Gdynia do spraw liniowych (poza etatem) z równoczesnym czasowym pełnieniem obowiązków D-cy 3-ej Kompanii w II Baonie Rekruckim”.
Rozkazem Personalnym Naczelnego Dowództwa Wojska Polskiego nr 749 z dnia 30 sierpnia 1945 r. został odznaczony Krzyżem Grunwaldu III klasy. W grudniu 1946 r. został odznaczony Złotym Krzyżem Zasługi (KRN nr 168).
Publikował liczne artykuły poświęcone obronności oraz wspomnienia i relacje z obrony Helu m.in. na łamach „Gazety Morskiej”. We wrześniu 1945 r. rozkazem personalnym Dowódcy Marynarki Wojennej nr 21 kmdr ppor. Zbigniew Braniecki został przeniesiony ze Szkolnego Pułku Marynarki Wojennej na stanowisko Szefa Składu Szyperskiego Głównego Portu Marynarki Wojennej.
1 października 1946 r. został skierowany do Sztabu Głównego Marynarki Wojennej (następnie dowództwa Marynarki Wojennej) - w charakterze Szefa Wydziału Organizacyjnego Oddziału Organizacyjno-Mobilizacyjnego. Stamtąd został oddelegowany do Akademii Sztabu Generalnego. W opinii służbowej za rok 1948, wystawionej przez dowódcę Marynarki Wojennej adm. Steyera możemy przeczytać, że mimo podkreślania tam zasług i fachowości Zbigniewa Branieckiego – został on usunięty z PZPR oraz z Akademii Sztabu Generalnego, a następnie odkomenderowany do MW na stanowisko Szefa Biura Dowódcy MW.

## Zwolnienie ze służby wojskowej
W grudniu 1949 r. został bez uzasadnienia zwolniony do rezerwy. Był inwigilowany przez bezpiekę, żył w świadomości ciągłego zagrożenia. Przeniósł się do Warszawy rozpoczął pracę w Biurze Zbytu Materiałów Budowlanych Ministerstwa Przemysłu.
W czerwcu 1955 roku został wysłany na delegację na Międzynarodowe Targi Poznańskie. Zginął w niewyjaśnionych do dziś okolicznościach na Dworcu Głównym w Poznaniu 22 czerwca 1955 roku, przypuszczalnie celowo wepchnięty pod pociąg. Zarówno jego rodzina, jak i zaprzyjaźnieni z nim oficerowie przypisują jego śmierć działaniu bezpieki.
Zachowane akta Zbigniewa Branieckiego są niekompletne – przypuszczalnie były celowo niszczone.

## Miejsce pochówku
Zbigniew Braniecki został pochowany z honorami wojskowymi na Powązkowskim Cmentarzu Wojskowym.

## Upamiętnienie
Postać Zbigniewa Branieckiego upamiętnia tablica na wystawie batalionu „KOP” w Muzeum Obrony Wybrzeża w Helu.